# Medaeops neglectus
Medaeops neglectus is een krabbensoort uit de familie van de Xanthidae. De wetenschappelijke naam van de soort is voor het eerst geldig gepubliceerd in 1922 door Balss.